# Karel Förster

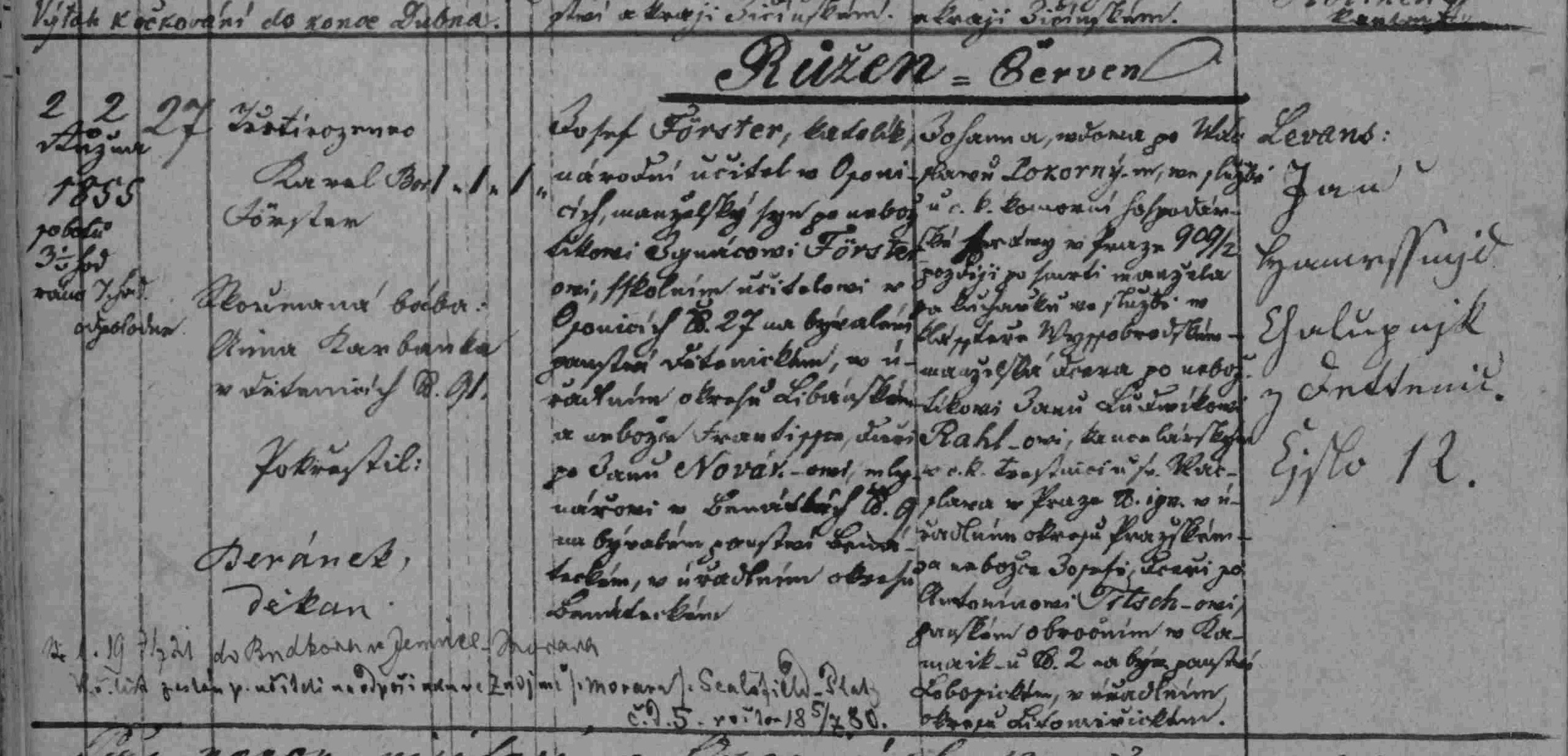
Matriční zápis o narození a křtu Karla Förstera (matrika N 1784–1886 územní rozsah: Osenice (SOA Zámrsk))

Karel Förster (2. června 1855 Osenice – 14. června 1921 Znojmo) byl český houslista, varhaník a hudební skladatel.

## Život
Pocházel z hudebnického rodu Försterů. Jeho otec byl Josef Förster, učitel a ředitel kůru v Osenicích, bratr Josef Förster ml., skladatel a varhaník. Josef Bohuslav Foerster byl jeho synovcem. Vystudoval hru na housle na Pražské konzervatoři a stal se houslistou Prozatímního divadla. Později byl varhaníkem ve Znojmě a v roce 1883 se stal ředitelem kůru a varhaníkem v Moravských Budějovicích. Zde také založil a řídil hudební školu.

## Dílo
Byl skladatelem převážně chrámové hudby, ale komponoval i písně a sbory na světská témata. Je autorem jediné opery Edyp král, která patrně nebyla nikdy provedena. Tiskem bylo vydáno Ave Maria pro smíšený sbor a varhany a v časopise Česká hudba několik písní a sborů.